# Chiesa circolare di Orphir

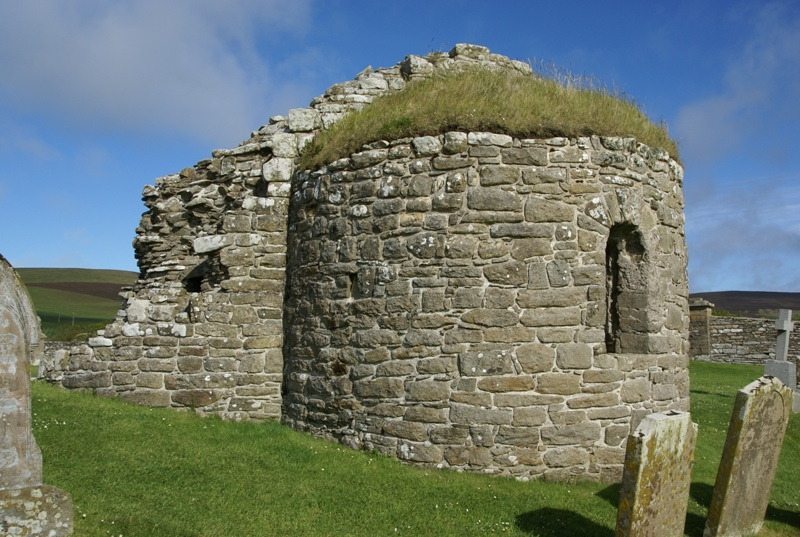
La parte esterna dell'abside.

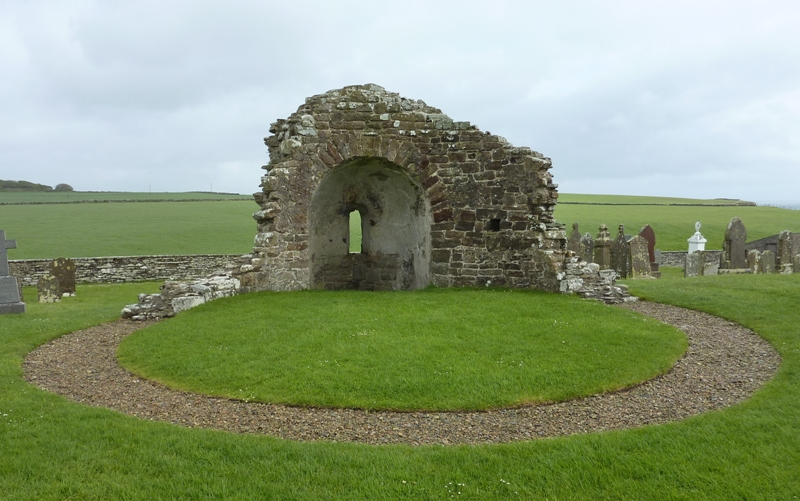
La ghiaia mostra il profilo della navata circolare.

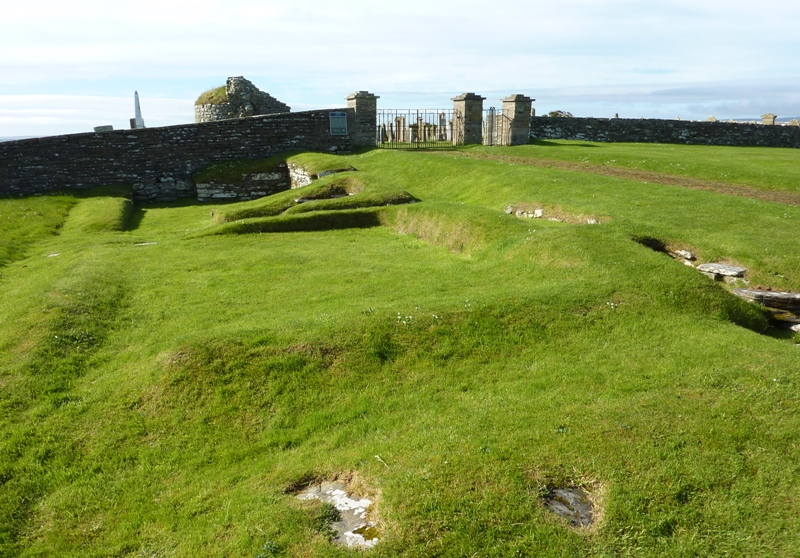
Il sito dell'Earl's Bu, con la chiesa alle spalle.

I ruderi della chiesa circolare di Orphir, dedicata a San Nicola, si trovano nella località di Orphir, a Pomona, nelle Isole Orcadi. Si suppone la chiesa sia stata costruita dallo jarl (conte) Haakon Paulsson (conte dal 1103 al 1123) come espiazione per aver fatto uccidere suo cugino Magnus Erlendsson (poi canonizzato), il quale teneva con lui il governo delle isole. Stando a quanto scritto nella saga degli uomini delle Orcadi, il conte Haakon accentrò il potere nelle proprie mani nel 1117, dopo l'uccisione di Magnus e la chiesa circolare fu solo in seguito dedicata a San Magno (Magnus Erlendsson, appunto).    La saga fa riferimento ad una "grande sala delle feste" e nelle sue vicinanze di una "magnifica chiesa". Le rovine della sala, nota come Earl's Bu, così come quelle di un successivo mulino ad acqua norreno, sono tuttora visibili.
È la più antica chiesa circolare presente in Scozia. La struttura dell'edificio era ispirata dalla chiesa del Santo Sepolcro a Gerusalemme. Essa consisteva in una navata circolare di 6 metri di diametro, con un'abside semicircolare posta sul lato orientale della chiesa, una finestra centrale e delle mura spesse un metro.
L'edificio è rimasto quasi completamente integro fino al 1757, quando è stato in gran parte demolito e il materiale ricavato fu utilizzato per la costruzione della nuova chiesa parrocchiale, anch'essa poi distrutta. Sono sopravvissuti solo l'abside e una piccola porzione della navata circolare. Attualmente il sito, aperto al pubblico, è gestito dal non-departmental public body Historic Environment Scotland. I ruderi sono protetti come "scheduled monument".